# Sistema nervioso humano
El sistema nervioso humano es un conjunto de células especializadas en la conducción de señales eléctricas. Está formado por neuronas y células gliales. Las neuronas tienen la función de coordinar las acciones por medio de señales químicas y eléctricas enviadas de un lugar a otro del organismo.

## Divisiones
Se puede describir el sistema nervioso según su anatomía o según su funcionalidad.
| Sistema nervioso central    | Encéfalo       | Cerebro        |
| Sistema nervioso central    | Encéfalo       | Cerebelo       |
| Sistema nervioso central    | Encéfalo       | Tallo cerebral |
| Sistema nervioso central    | Médula espinal |                |
| Sistema nervioso periférico |                |                |

| Sistema nervioso somático      |
| Sistema nervioso autónomo      |
| Sistema nervioso simpático     |
| Sistema nervioso parasimpático |
| Sistema nervioso entérico      |

## Sistema nervioso central

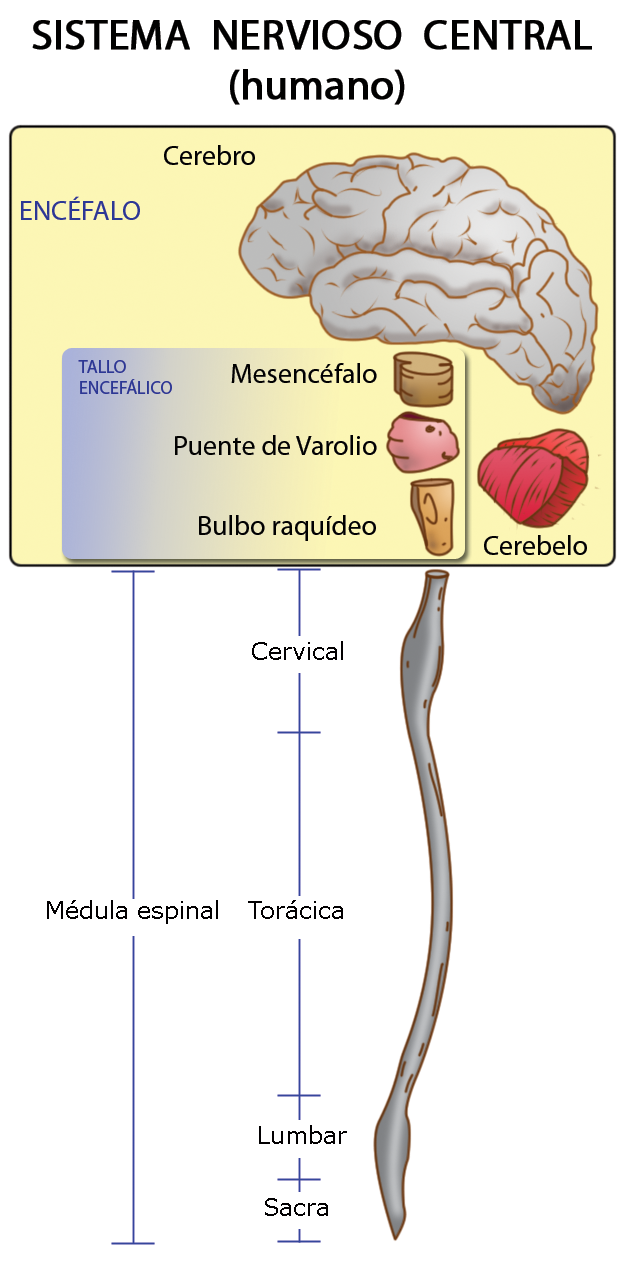
Esquema del Sistema Nervioso Central humano. Se compone de dos partes: encéfalo (cerebro, cerebelo, tallo encefálico) y médula espinal. Los colores son con fines didácticos

El sistema nervioso central está formado por el encéfalo y la médula espinal, se encuentra protegido por tres membranas, las meninges. En su interior existe un sistema de cavidades conocidas como ventrículos, por las cuales circula el líquido cefalorraquídeo.
- El encéfalo es la parte del sistema nervioso central que está protegida por los huesos del cráneo. Está formado por el cerebro, el cerebelo y el tallo cerebral.[3]
  - El cerebro es la parte más voluminosa. Está dividido en dos hemisferios, uno derecho y otro izquierdo, separados por la cisura interhemisférica y comunicados mediante el cuerpo calloso. La superficie se denomina corteza cerebral y está formada por plegamientos denominados circunvoluciones constituidas de sustancia gris. Subyacente a la misma se encuentra la sustancia blanca. En zonas centrales del volumen craneal existen áreas de sustancia gris conformando núcleos como el tálamo, el núcleo caudado y el hipotálamo.[3] Cada hemisferio cerebral posee varias cisuras que dividen la corteza cerebral en lóbulos:
    - Lóbulo frontal. Se localiza en posición anterior.
    - Lóbulo temporal. Se localiza en una posición lateral detrás del lóbulo frontal.
    - Lóbulo parietal. Se extiende en la cara externa del hemisferio, debajo del lóbulo temporal.
    - Lóbulo occipital. Se sitúa en la parte posterior del cerebro.

  - El cerebelo está en la parte inferior y posterior del encéfalo, alojado en la fosa cerebral posterior junto al tronco del encéfalo.[3]
  - El tallo cerebral compuesto por el mesencéfalo, la protuberancia anular y el bulbo raquídeo. Conecta el cerebro con la médula espinal.[3]
- La médula espinal es una prolongación del encéfalo, como si fuese un cordón que se extiende por el interior de la columna vertebral. En ella la sustancia gris se encuentra en el interior y la blanca en el exterior.[3]

Vista inferior del encéfalo humano con los nervios craneales etiquetados

## Sistema nervioso periférico
El sistema nervioso periférico está formado por los nervios craneales y espinales, que emergen del sistema nervioso central y  recorren todo el cuerpo conteniendo axones de vías neurales con distintas funciones y por los ganglios periféricos, que se encuentran en el trayecto de los nervios y que contienen cuerpos neuronales, los únicos fuera del sistema nervioso central.
- Los nervios craneales son 12 pares que envían información sensorial procedente del cuello y la cabeza hacia el sistema nervioso central. Reciben órdenes motoras para el control de la musculatura esquelética del cuello y la cabeza.[4] Estos tractos nerviosos son:
  - Par I. Nervio olfatorio, con función únicamente sensitiva quimiorreceptora.
  - Par II. Nervio óptico, con función únicamente sensitiva fotorreceptora.
  - Par III. Nervio motor ocular común, con función motora para varios músculos del ojo.
  - Par IV. Nervio patético, con función motora para el músculo oblicuo mayor del ojo.
  - Par V. Nervio trigémino, con función sensitiva facial y motora para los músculos de la masticación.
  - Par VI. Nervio abducens externo, con función motora para el músculo recto del ojo.
  - Par VII. Nervio facial, con función motora somática para los músculos faciales y sensitiva para la parte más anterior de la lengua.
  - Par VIII. Nervio auditivo, recoge los estímulos auditivos y del equilibrio-orientación.
  - Par IX. Nervio glosofaríngeo, con función sensitiva quimiorreceptora (gusto) y motora para faringe.
  - Par X. Nervio neumogástrico o vago, con función sensitiva y motora de tipo visceral para casi todo el cuerpo.
  - Par XI. Nervio espinal, con función motora somática para el cuello y parte posterior de la cabeza.
  - Par XII. Nervio hipogloso, con función motora para la lengua.
- Los nervios espinales son 31 pares y se encargan de enviar información sensorial (tacto, dolor y temperatura) del tronco y las extremidades, de la posición, el estado de la musculatura y las articulaciones del tronco y las extremidades hacia el sistema nervioso central y, desde el mismo, reciben órdenes motoras para el control de la musculatura esquelética que se conducen por la médula espinal.[4] Estos tractos nerviosos son:
  - Ocho pares de nervios raquídeos cervicales (C1-C8)
  - Doce pares de nervios raquídeos torácicos (T1-T12)
  - Cinco pares de nervios raquídeos lumbares (L1-L5)
  - Cinco pares de nervios raquídeos sacros (S1-S5)
  - Un par de nervios raquídeos coccígeos (Co)

## Según su función
Una división menos anatómica pero más funcional, es la que divide al sistema nervioso de acuerdo al rol que cumplen las diferentes vías neurales, sin importar si estas recorren parte del sistema nervioso central o el periférico:
- El sistema nervioso somático, también llamado sistema nervioso de la vida de relación, está formado por el conjunto de neuronas que regulan las funciones voluntarias o conscientes en el organismo (p.e. movimiento muscular, tacto).

- El sistema nervioso autónomo, también llamado sistema nervioso vegetativo o sistema nervioso visceral, está formado por el conjunto de neuronas que regulan las funciones involuntarias o inconscientes en el organismo (p.e. movimiento intestinal, sensibilidad visceral). A su vez el sistema vegetativo se clasifica en simpático y parasimpático, sistemas que tienen funciones en su mayoría antagónicas.En color azul se muestra la inervación parasimpática, en color rojo la inervación simpática.

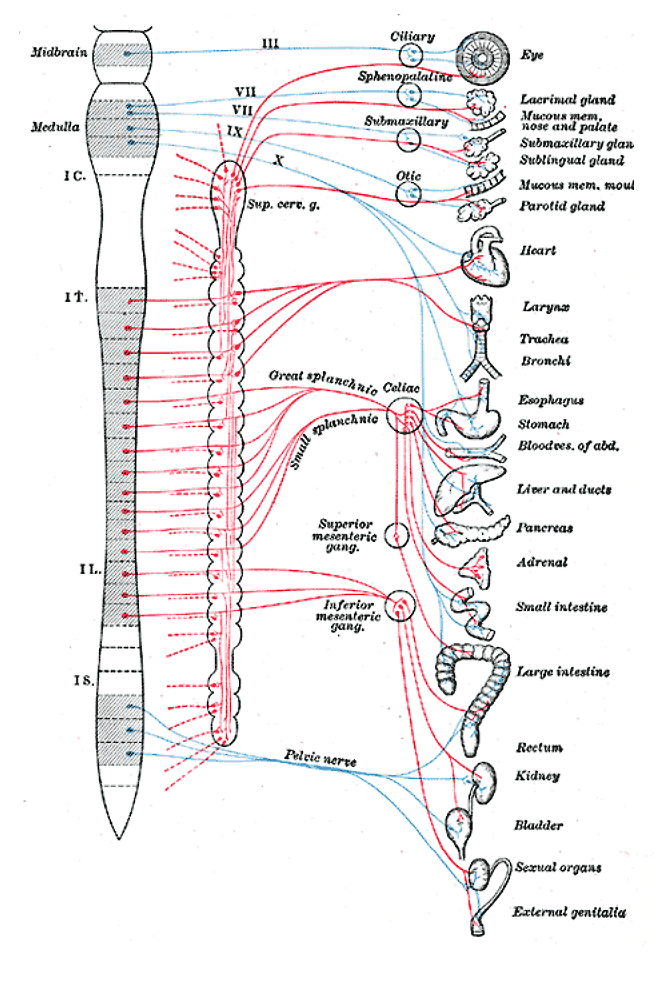
En color azul se muestra la inervación parasimpática, en color rojo la inervación simpática.

  - El sistema nervioso parasimpático al ser un sistema de reposo da prioridad a la activación de las funciones peristálticas y secretoras del aparato digestivo y urinario al mismo tiempo que propicia la relajación de esfínteres para el desalojo de las excretas y orina; también provoca la broncoconstricción y secreción respiratoria; fomenta la vasodilatación para redistribuir el riego sanguíneo a las vísceras y favorecer la excitación sexual; y produce miosis al contraer el esfínter del iris y la de acomodación del ojo a la visión próxima al contraer el músculo ciliar.
A diferencia del sistema nervioso simpático, este sistema inhibe las funciones encargadas del comportamiento de huida propiciando la disminución de la frecuencia como de la fuerza de la contracción cardiaca.
El sistema parasimpático tiende a ignorar el patrón de metamerización corporal inervando la mayor parte del cuerpo por medio del nervio vago, que es emitido desde la cabeza (bulbo raquídeo). Los nervios que se encargan de inervar la misma cabeza son emitidos desde el mesencéfalo y bulbo. Los nervios que se encargan de inervar los segmentos digestivo-urinarios más distales y órganos sexuales son emitidos desde las secciones medulares S2 a S4.
  - El sistema nervioso simpático al ser un sistema del comportamiento de huida o escape da prioridad a la aceleración y fuerza de contracción cardiaca, estimula la piloerección y sudoración, favorece y facilita los mecanismos de activación del sistema nervioso somático para la contracción muscular voluntaria oportuna, provoca la broncodilatación de vías respiratorias para favorecer la rápida oxigenación, propicia la vasoconstriccion redirigiendo el riego sanguíneo a músculos, corazón y sistema nervioso, provoca la midriasis para la mejor visualización del entorno, y estimula las glándulas suprarrenales para la síntesis y descarga adrenérgica.
En cambio este inhibe las funciones encargadas del reposo como la peristalsis intestinal a la vez que aumenta el tono de los esfínteres urinarios y digestivos, todo esto para evitar el desalojo de excretas. En los machos da fin a la excitación sexual mediante el proceso de la eyaculación.
El sistema simpático sigue el patrón de metamerización corporal inervando la mayor parte del cuerpo, incluyendo a la cabeza, por medio de los segmentos medulares T1 a L2.
  - Sistema nervioso entérico. El sistema nervioso entérico está formado por un conjunto de neuronas localizadas en la pared del tubo digestivo. Tiene una importante función en el control de motilidad gastrointestinal. Consta de dos plexos nerviosos: submucoso de Meissner y mientérico de Auerbach, los cuales generan los patrones que provocan la motilidad gastrointestinal. Al tratarse de un mecanismo automático ajeno a la voluntad, el sistema nervioso entérico se incluye dentro del sistema nervioso autónomo, pero se considera una entidad independiente del simpático y el parasimpático.[5]

## Enfermedades
El sistema nervioso puede sufrir numerosas enfermedades de diferente origen: infecciosas, hereditarias, degenerativas, cerebrovasculares (por afectación de los vasos sanguíneos), desmielinizantes o tumorales.
- Infecciosas. Pueden estar producidas por bacterias, virus o parásitos. Algunas de las más frecuentes son la meningitis y el absceso cerebral.
- Hereditarias. Entre las enfermedades hereditarias que afectan al funcionamiento del sistema nervioso se encuentra la enfermedad de Huntington.
- Degenerativas. En este grupo se incluyen la enfermedad de Parkinson y la enfermedad de Alzheimer.
- Vasculares. La afectación de los vasos sanguíneos que aportan sangre al sistema nervioso puede provocar daños graves en las estructuras nerviosas si estas permanecen varios minutos sin recibir aporte de oxígeno. Este mecanismo se produce en la embolia cerebral y en el infarto cerebral.
- Desmielinizantes. La esclerosis múltiple se produce por afectación de la vaina de mielina que rodea los axones que parten de las neuronas.
- Tumorales. Diferentes tipos de cáncer pueden afectar al sistema nervioso de manera primaria, entre ellos el astrocitoma, el oligodendroglioma y el meningioma.
- Otras. Epilepsia, traumatismo craneal.